# Basiprionota puellaris
Basiprionota puellaris es un insecto coleóptero de la familia Chrysomelidae.
Fue descrita científicamente por primera vez en 1925 por Spaeth.